# Scuderia Torino
Scuderia Torino je nekdanje italijansko dirkaško moštvo, ki je nastopalo na dirkah za Veliko nagrado med sezonama 1935 in 1940. Skupno so nastopili na enainsedemdesetih dirkah, na katerih so dosegli dve zmagi in še pet uvrstitev na stopničke. Z izjemo dirke za Veliko nagrado Nemčije 1938, ko sta Pietro Ghersi in Piero Taruffi nastopila z dirkalnikom Alfa Romeo Tipo 308, je moštvo vseskozi dirkalo z različnimi tipi Maseratijev, 4C, 4CS, 4CM, 8CM, 6C-34, V8-RI, 6CM in 4CL. Edini zmagi za moštva sta dosegla Carlo Felice Trossi na dirki Eifelrennen 1936 v razredu Voiturette in Armand Hug na dirki Coupe de la Commission Sportif 1939.